# 仁川海战
仁川海战（日语：仁川沖海戦）、济物浦湾海战（羅馬化：Boy u Chemul'po），是1904年2月9日，日俄战争的揭幕战之一。是役大日本帝国海军投入了压倒性的兵力，轻松击败了俄罗斯帝国海军驻扎在仁川港的舰艇，俄军损失两艘军舰。由于仁川旧称“济物浦”，因此本次战斗在一些著作里（如俄文、韩文、英文）也称为济物浦海战。
仁川海战本身仅是一场小规模的战斗，战斗发生前双方虽然长期对峙，实际战斗仅持续了数十分钟；战斗结果也并未对双方军事实力和战争形势造成很大的影响。但是因为各种原因，这场战斗事后经过渲染，得到了与其实际规模和军事意义不相称的重视。

## 背景

### 日俄交恶
自从日本在甲午战争中对清朝取得大胜之后，日本与俄国之间围绕着双方在中国东北地区以及朝鲜半岛的利益冲突而造成的矛盾日渐激烈。为了弥合双方之间的分歧，双方举行了一系列磋商，然而因为双方各不让步，均无疾而终。1903年10月22日，时任日本外相小村壽太郎向俄国方面提交了日本的最新提议。俄国方面一直拖延到12月12日才给予日本答复，然而答复内容没有丝毫实质性让步。至此，日俄之间战争已经不可避免。
1904年（明治37年）1月6日，联合舰队完成战备集结，进驻佐世保港，联合舰队司令长官東鄉平八郎海军中将即收到了海军密令，要求一旦知悉日俄断交即自行出动。2月4日，日本方面在御前会议中作出了开战的决定，准备在6日开始发动作战。5日下午，東鄉收到了海军大臣发来的“封缄密令”；同日17：00收到启封命令，17:20前后密令解读完毕，在此前后三笠舰上电讯官收到明治天皇的敕令，言之谓日俄断交已经“只在顷刻”；17：40东乡传令各舰队司令长官、各战队司令、各雷击舰队和鱼雷艇队指挥官、以及各舰舰长在总旗舰三笠集合，召开会议。6日09:00开始联合舰队各队陆续出港；其中17:00前后陆军第12师团首批部队2200人分乘3艘运输船（大连丸、小樽丸、平壤丸）出港，由瓜生外吉海军少将的第二舰队第四战队（辖4艘防护巡洋舰：浪速、高千穗、明石、新高；并临时增强1艘装甲巡洋舰：淺間）护送着运输船准备前往仁川。
2月7日，瓜生指挥着麾下队伍与主力脱离，往伯阶岛方向驶去。这支所谓瓜生部队除了第四战队以及浅间，另外还有通报舰千早，第9艇队（鱼雷艇雁、鸽、苍鹰、燕）、第14艇队（鱼雷艇千鸟、鹊、隼、真鹤），随行的还有两艘特务舰（即辅助船）春日丸、金州丸，以及3艘陆军运输船。

### 港内对峙

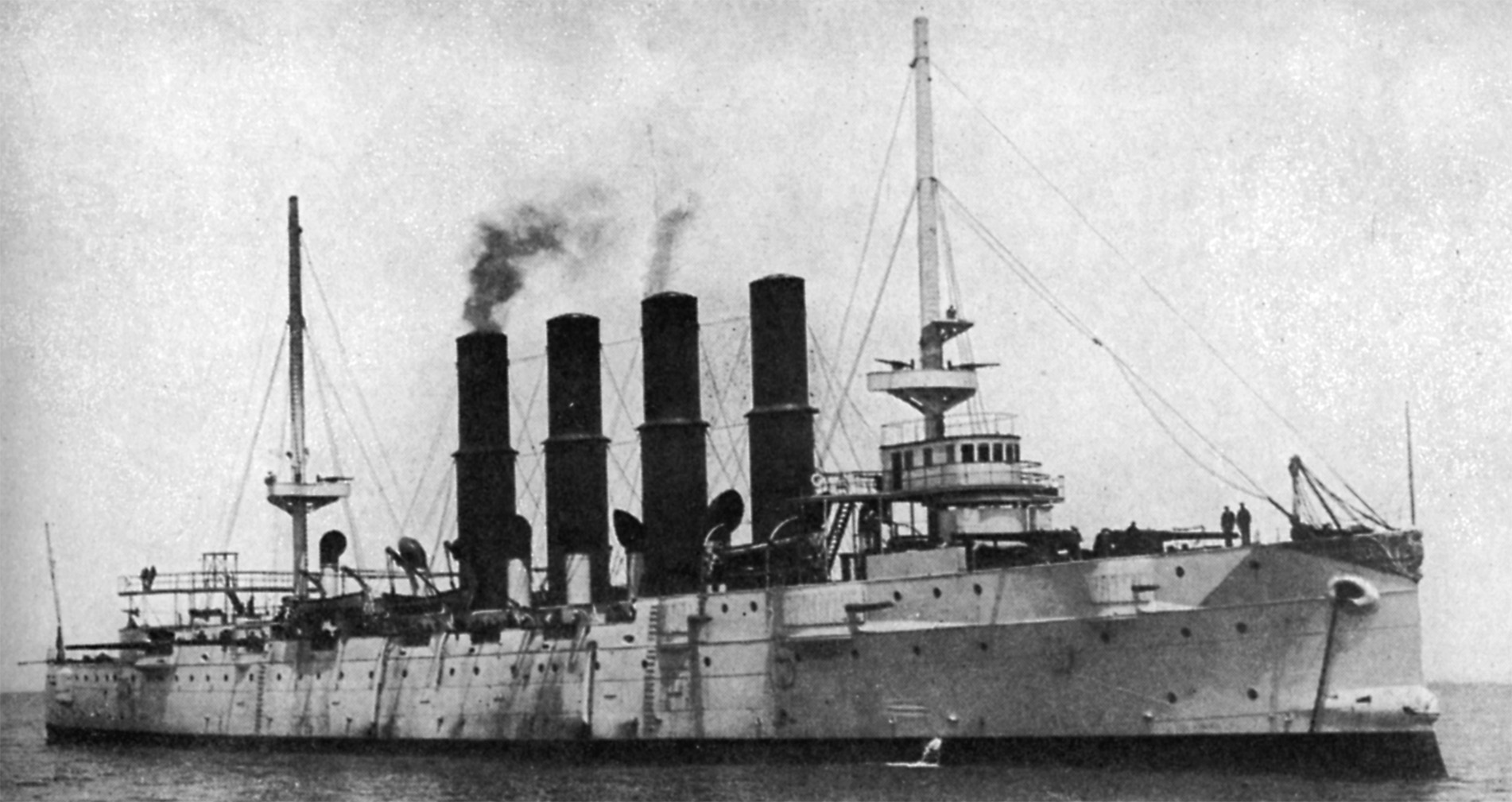
俄国防护巡洋舰瓦良格号，虽然比起日本同驻于仁川的千代田号要强大得多，但在装甲巡洋舰浅间号面前依然显得非常脆弱

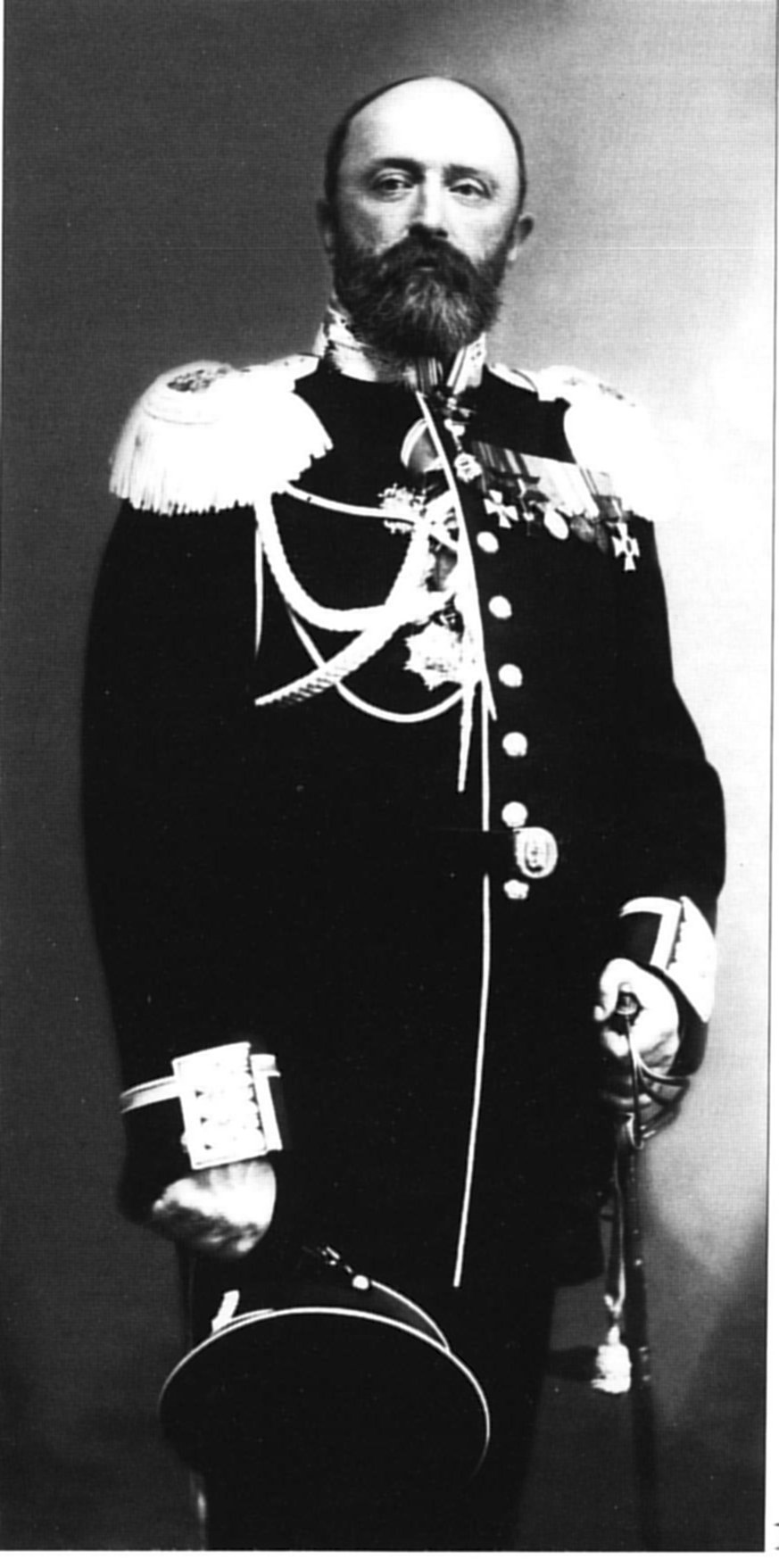
瓦良格号舰长，弗谢沃洛德·鲁德涅夫一等海军校官（海军上校）

1903年12月在朝鲜木浦，当地人与日本侨民发生冲突，同月中旬防护巡洋舰濟遠號离开仁川港前往木浦港保护当地日本侨民并威慑当地人。同年12月18日，防护巡洋舰千代田奉命抵达仁川港，接替濟遠號对港内俄军动向进行监视。12月底，日本海军开始召集各地舰艇回国，包括原驻仁川的济远也不例外，还留在朝鲜和中国北方的日本海军舰艇已经寥寥无几，仁川附近只剩下千代田一艘日舰。12月29日，俄罗斯帝国海军派出防护巡洋舰瓦良格号前往仁川换防，此时日本在仁川港内的存在仅有千代田一舰，吨位及火力均远逊于瓦良格号，在随时可能爆发的战争中处于不利的地位。1904年1月8日，炮舰高丽人号前来进行支援，并且刻意在千代田旁边锚泊，与瓦良格号一同对千代田形成夹击之势。
1月16日，朝鲜方面宣布在日俄争端中恪守中立。2月3日，时任千代田舰长村上格一海军大佐将停泊点更换到了仁川港出入口处。5日村上收到了国交断绝电报；6日下午得到进一步的消息，称联合舰队主力已经起航前往黄海，而仁川方面，瓜生部队正在前来。
另一边，日本从1月底就已经故意拖延从俄国发往朝鲜的电报；2月6日，更是下令开始在日本控制的各朝鲜电报站扣押重要信息。在形势急转直下之时，留在仁川的两艘俄舰对于风云变幻几乎一无所知。瓦良格号舰长弗谢沃洛德·鲁德涅夫海军上校从中立国舰长处得知形势相当严峻，于是6日往旅顺拍发了一封电报请示撤离，然而没有回音，遂与当地俄国领事馆进行商谈；由于没有得到正式的命令，领事馆拒绝了鲁德涅夫的要求，而是改为再次向旅顺请示。鲁德涅夫只好返回仁川港，并通知高丽人号舰长，做好准备，8日就启程前往旅顺。

### 瓜生来袭
2月7日23:55，村上指挥千代田关闭所有灯光，在没有沿岸灯光的情况下悄悄出港，向西南方向的伯阶岛驶去；8日早上与瓜生的第四战队在伯阶岛会合。会合后以千代田作为先导舰，高千穗在第2位，第9艇队跟随其后，浅间在后面隔开了一点的位置，三艘运输船位于队列中间，浪速、明石、新高3舰殿后。14:15瓜生部队由千代田带领，驶入仁川港水道。15:28，千代田带领高千穗与第9艇队离开队列前往港内泊地，瓜生则率领其他舰艇护送着运输船继续前进。16:00日舰发现高丽人号正向港外驶来。在对峙中高丽人号通过了千代田与高千穗两舰左舷，为了堵截高丽人号，装甲巡洋舰淺間左转挡在高丽人号前面，迫使高丽人号右转；接着第9鱼雷艇队的4舰跟上左右包抄。16:40，在日军各舰虎视眈眈之下的高丽人号因为惊慌而开了一炮，不过没有击中任何目标；随后高丽人号右满舵返回泊地。（关于此事俄国方面另有说法，有著作引述高丽人号舰长所言称日本鱼雷艇雁抵近至距高丽人号300米处并发射鱼雷，其后鸽与苍鹰也进行了射击。而根据日方战史的说法，浅间在高丽人号开火后先向位于后方的旗舰发出信号“对方开火”，同时向自己身后的运输船发信号“后退”，然后才向前堵截。）
17:30第四战队各舰进入仁川港内，千代田、高千穗以及第9鱼雷艇队逼近瓦良格号，明石靠近运输船停泊，浪速、新高、浅间三舰则退出港外与第14艇队会合扼守仁川港出入口，以防止俄舰趁夜突围。同时日本运输船靠岸后立即开始着手实施陆军上岸行动。在港内的两艘俄舰没有进行攻击，而是一直保持着升火待命的状态。9日02:30上岸完毕，大连丸、小樽丸在黎明时向仁川港外驶去；平壤丸因为前一天趁着高潮深入港内，因此一下子无法脱身，等到10:00才起锚退去。07:00依然留在港内的各日舰陆续离开。

### 最后通牒

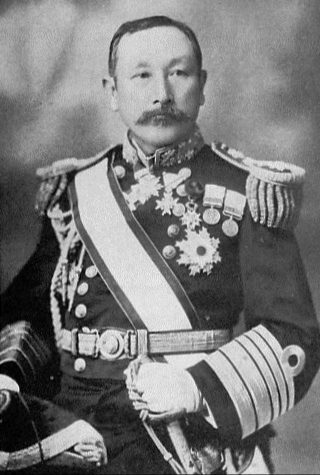
第二舰队第四战队司令，瓜生外吉海军少将

当时仁川港内驻扎有多国军舰，包括英国的塔尔博特号、法国的帕斯卡号以及意大利的厄尔巴号。此外港内还有美国的维克斯堡号，不过锚地离得比较远。
8日高丽人号返回后，鲁德涅夫除了下令两舰开始备战之外，还前往塔尔博特号拜会英国舰长丹尼斯·贝利（英語：Denis Bailey），告知高丽人号与日舰相遇的情况。19:00贝利登上高千穗，与高千穗舰长毛利一兵衛海军大佐进行会晤，重申仁川港是中立港，日本在港内擅开战端是不明智的行为。毛利则回应以高丽人号首先炮击的情况，声称日方应对并无失当。贝利只好返回去将日本人的说法告知鲁德涅夫。08:30，瓜生收到了日本政府授权在朝鲜领土进行作战的命令。22:30，村上前往塔尔博特号与贝利进行会谈，得知了俄国人打算将两艘军舰与蒸汽运输船松花江号（俄语：Сунгари）一同撤往旅顺的计划。
9日03:00，村上将瓜生的最后通牒通过当地日本领事加藤木四郎，转交给俄国领事以及各中立国舰艇。

（翻译自英语）

大日本帝国海军浪速号

济物浦锚地，1904年2月8日
阁下：
本官深感惶恐，谨告贵官，鉴于日本帝国与俄罗斯帝国目前之敌对状态，本官已令俄国驻在济物浦之高级指挥官于1904年2月9日之前离开济物浦港。若对方拒绝照办，本官将以手下兵力，对驻留于济物浦港内俄国政府所有之军舰发动攻击。本官谨告贵官，望贵官务必远离港内行动现场，以免阁下指挥之舰船于行动时遭到误击。为使港内各方留有余裕采取措施，上述攻击行动将不会早于1904年2月9日下午4时正展开。
若现下济物浦港内尚有贵国运输船抑或商船停靠，本官亦望贵官转告以上事项。
此致，
瓜生外吉

08:00，正在帕斯卡尔号上的瓦良格号舰长鲁德涅夫得知了瓜生的信件的内容，于是立即叫上高丽人号舰长前往塔尔博特号，与各中立国舰长进行商讨（维克斯堡号舰长拒绝与会）。会上决定俄国军舰需自行作战以求突围。10:00，鲁德涅夫返回瓦良格号，召集军官开了一个简短的作战会议；各军官均同意一战以求突围，万一失败则自沉军舰。11:55，即战斗爆发前不久，一艘英国小艇带着一封有着各中立国舰艇舰长签名（维克斯堡号舰长除外）的抗议信登上浪速，信上表示由于仁川港为中立港口，因此他们拒绝变更锚位。

## 战斗

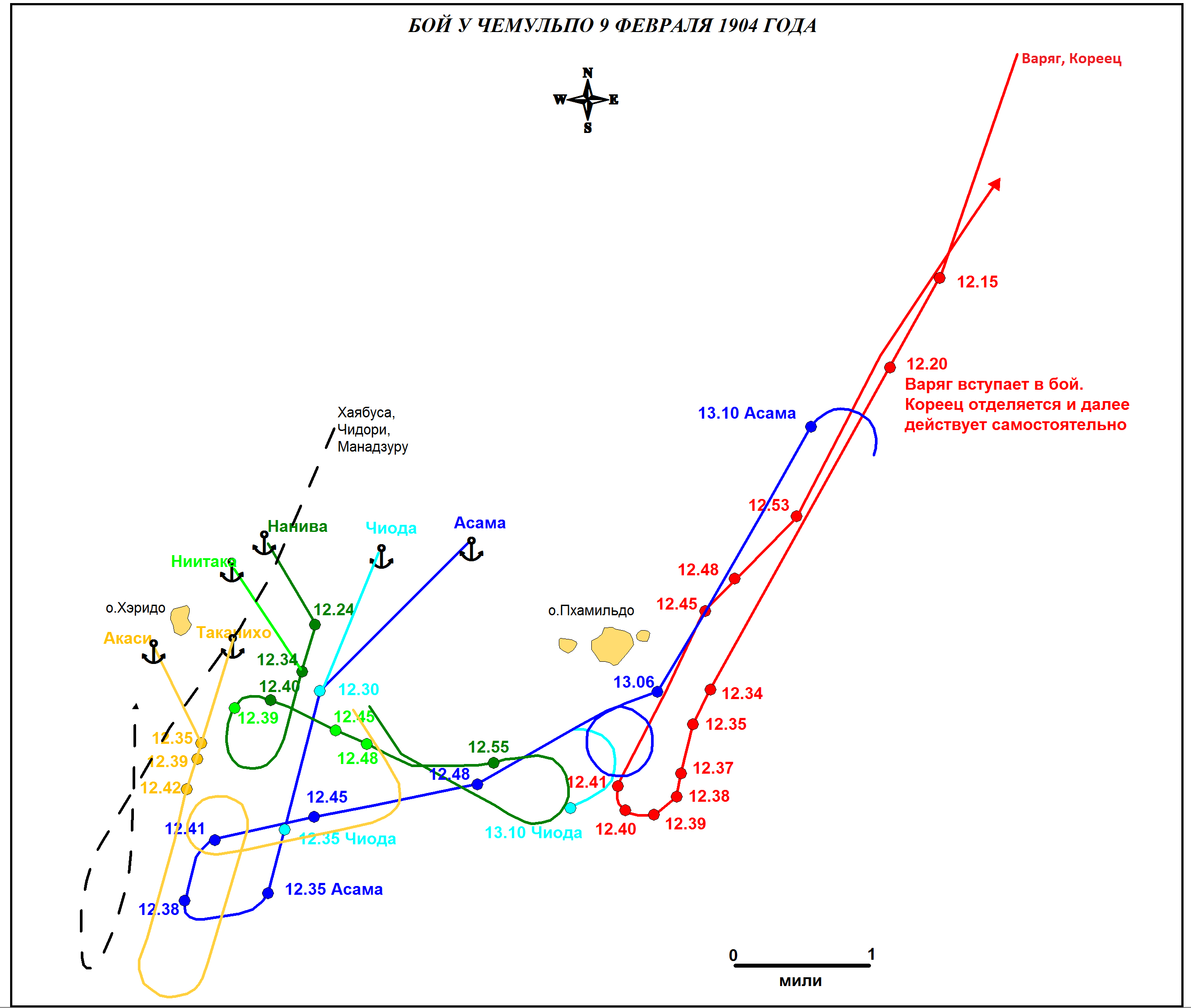
仁川海战航迹图

11:40，瓦良格号及高丽人号开始起锚。12：10离港口最近的浅间首先发现了俄舰。瓜生命令鱼雷艇队转移到浪速的非战斗侧，伺机而动。当天天气晴朗，吹东南方向微风，海面有浪。俄舰正对着日舰左舷驶来。12:15浅间前进至截断俄舰去路的位置，12:20向瓦良格号开火，瓦良格号也立即开火还击。
火力占优的日舰将火力分配为：浅间炮击瓦良格号；千代田脱离战列线，向高丽人号倾泻火力；位置稍靠后的浪速、新高也主要向高丽人号射击；最后面的高千穗、明石因为距离较远，而自由射击。由于战场航道狭窄，水流湍急，使得日舰无法集中力量火力全开；同时因为瓦良格号屡屡受到命中，日舰也时不时要暂停一下重新进行观察。但日舰依旧多次对瓦良格号取得命中，射击也越来越准确。瓦良格号一直承受着大量火力，日舰第一发命中是在上部舰桥处，造成破坏，海图室起火，多人伤亡，此后又数次中弹，被迫右转退至八尾岛后。瓜生立即命令浅间展开追击，千代田也一度跟随进行追击，随后返回战列跟在浪速、新高的后方。高丽人号则跟随瓦良格号一同返回。13:15俄舰回到仁川港。日舰没有继续深入追击，而是选择停留在港口外，13:50在港外下锚。
瓦良格号的还击情况存在争议。根据鲁德涅夫的报告，瓦良格号发射了425发152毫米炮弹、470发70毫米炮弹和210发47毫米炮弹。但是根据日军事后打捞瓦良格号出水后的统计，瓦良格号的弹药消耗与鲁德涅夫的报告并不符合，实际发射情况可能152毫米炮弹不多于160发，75毫米炮弹大概50发。高丽人号那边，根据舰长的报告，是203毫米22发、152毫米27发、107毫米3发。

## 结局

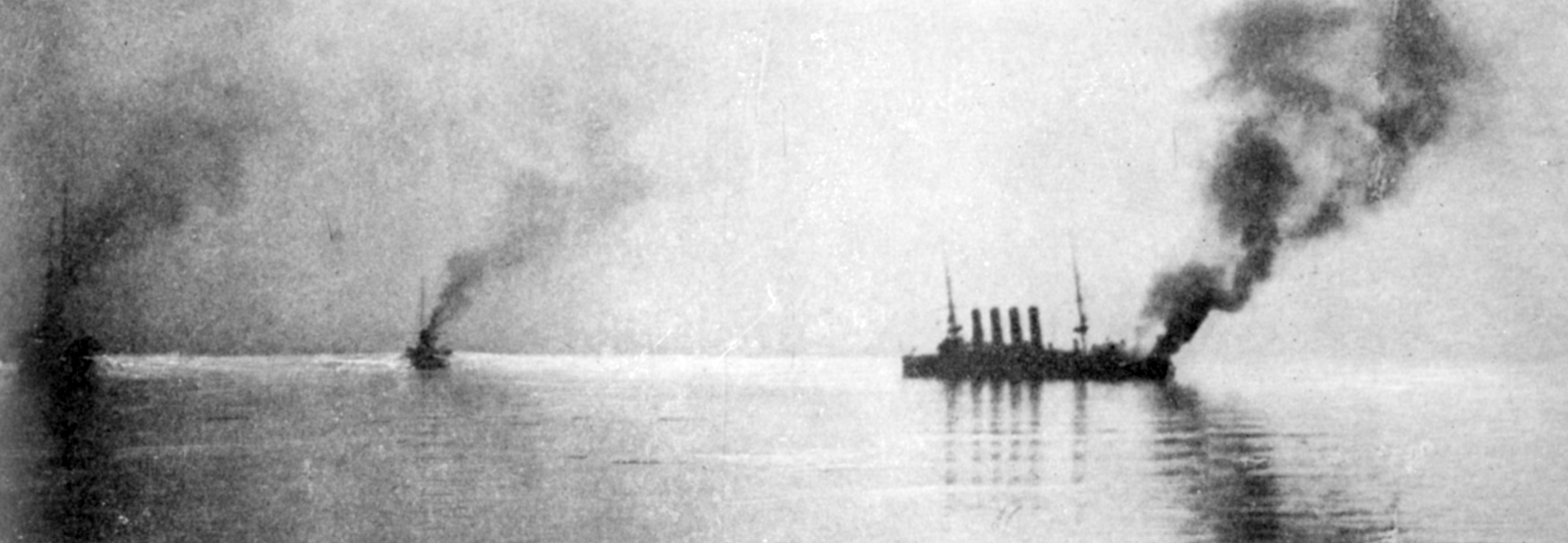
遭受重创的瓦良格号，在仁川港内熊熊燃烧

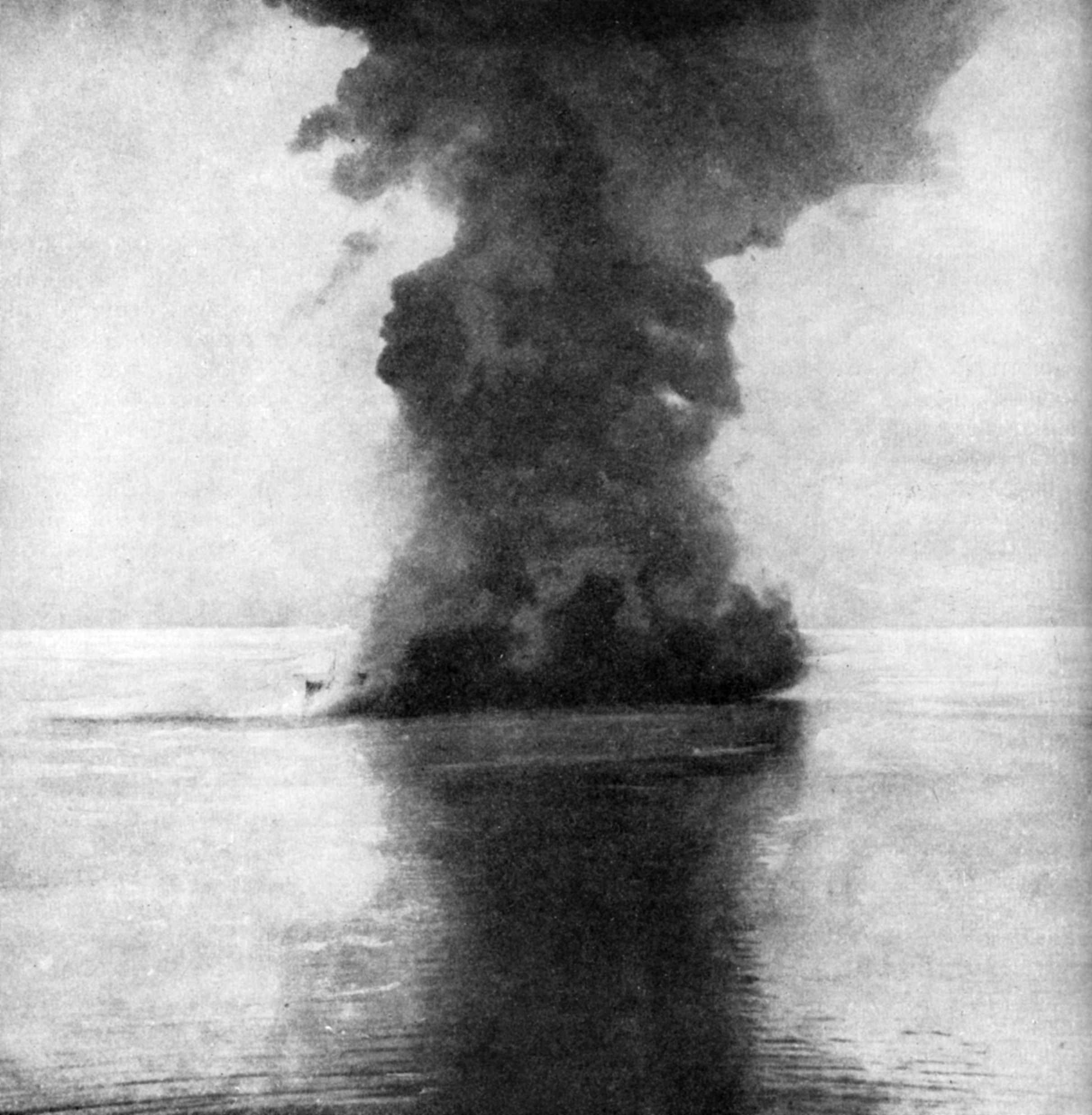
自毁正在下沉的高丽人号

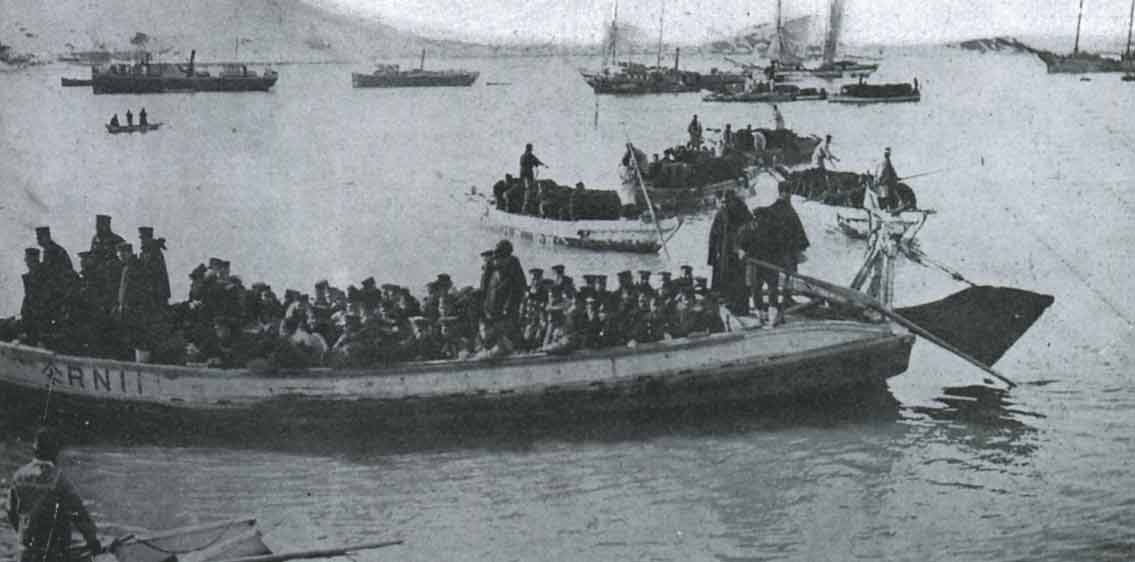
登陆的日军

瓦良格号身负重创，日本方面的命中纪录是3发203毫米炮弹（来自浅间），6-7发152毫米炮弹（4-5发来自浅间，浪速、高千穗各一发）。千代田号称对高丽人号取得一发命中并且造成起火，然而俄方纪录并不支持这种说法。
根据鲁德涅夫的报告，瓦良格号水线下受到一发命中，煤舱进水，造成舰体左倾。舰艉中弹两发，其中一发引爆了火炮弹药，火势蔓延到甲板和餐厅；另一发则摧毁了军官舱室。日舰的命中造成的起火直到俄方自沉时仍未扑灭。其他的命中还击毁了舰上的2号测距仪，对主桅和3号烟囱造成破坏，另有数门火炮损毁。其中一发炮弹在司令塔附近爆炸，冲击力击倒了指挥官，并杀伤数人。战斗后点算，有5门152毫米炮、7门75毫米炮和全部47毫米炮损坏。全舰580人中33人战死，97人负伤。战后日本打捞起瓦良格号时对其损伤进行了仔细的调查，火灾基本上只影响到后部甲板；轮机部分和转向部分并未在战斗中受损。经过检查后，日本方面认为舰上全部152毫米炮、至少6门75毫米炮和2门47毫米炮依旧可用。
鲁德涅夫的报告声称对日舰浅间取得命中，后部舰桥起火，同时摧毁了一艘鱼雷艇。甚至有来源称沉没的是高千穗，浅间则受到沉重打击，需要在佐世保进行大修；日军战死30人。不过日本官方战史则称各日舰毫发无损。日本各舰的命运后来都很清楚：高千穗要一直到第一次世界大战期间才为德国鱼雷艇S-90所击沉；而第9、第14鱼雷艇队各艇则要到1919-1923才陆续拆解。日军指挥官瓜生对俄舰的炮术评价为“漫无目的”、“命中率极低”。实际上瓦良格号的炮术问题在1903年12月16日的一次训练就有所体现，当时发射了145发仅命中3发；另外战斗中测距仪损坏导致测距不准，也可能是原因之一。
两艘遭到沉重打击的俄舰回到港口，靠近中立国舰艇作为掩护。13：35鲁德涅夫到塔尔博特号找到贝利，希望自沉瓦良格号，并将乘员转移到中立国军舰上。得到贝利首肯后，鲁德涅夫13:50返回瓦良格号，并向军官会议宣布了他的决定。军官会议同意了他的做法。随后各国军舰放下小艇，载着军医靠近瓦良格号，将伤员运走；美国炮舰则因为没有上级批准，拒绝接纳俄国伤员，只是派出一艘救生艇。15:50乘员转移基本完成。
15:30高丽人号舰长召集军官，宣读了鲁德涅夫的决定，没有异议。由于撤退匆忙，诸多物品并未带走，而机密文件则付诸一炬。15:51最后一艘救生艇放下到海面；16:05乘员引爆了舰上的两个弹药库。爆炸使得碎片飞散，威胁到附近的中立国船只的安全，因此各中立国舰艇舰长敦促鲁德涅夫不能再对瓦良格号采取同样的措施。鲁德涅夫同意只是打开阀门自沉。18:10瓦良格号开始左倾下沉。接着瓦良格号乘员登上港内的俄国运输船松花江号进行纵火，以防落入日军手中。
日本方面，守在港外的日舰官兵听到港内传来巨大的爆炸声，白烟冲天，因此派出明石、真鹤前往侦察。斥候回报，瓦良格号显著左倾，后部下沉，后部上甲板及舷窗吐露出火光，舰上军旗依旧飘扬，但已经不见人影。高丽人号已经爆炸沉没。松花江号依旧停泊在月尾岛灯塔下。
幸存的俄舰乘员登上了3艘中立国军舰，其中帕斯卡号收容了216人，塔尔博特号273人，厄尔巴号176人。由于人员过于拥挤，兼之舰上缺乏必要的条件，24名俄军重伤员（其中8人很快死去）转到陆地上的日本红十字会医院进行救治。2月13日，各中立国舰长及领事、日本京城驻剳特命全权公使林权助以及瓜生一同协商幸存俄国官兵的处理事宜。会上同意由各中立国将其载运至上海以南地区，以确保所载运的俄国乘员不再参加战事。随后各中立国军舰即带着俄军官兵离开。2月27日，沙皇尼古拉二世同意了日本的条件。帕斯卡号除俄舰乘员外还搭载了当地俄国公使以及卫队，先到达上海让公使一行下船，其后继续前往西贡，在当地卸下俄国乘员；塔尔博特号和厄尔巴号则先到香港，然后塔尔博特号让俄国乘员经科伦坡返回敖德萨，而厄尔巴号则带着舰上的俄国人到达西贡。在西贡的俄舰乘员后经克里特岛返回塞瓦斯托波尔。俄国方面在圣彼得堡为归来的舰员们举行了盛大的仪式，随后按照与日本的协议，将其编制解散，并安排到别的舰队去。
1911年，战死的俄军官兵的遗体迁葬至符拉迪沃斯托克（中文旧称海参崴）的公共墓地。
至于沉没的两艘军舰，其中瓦良格号沉没地点位于浅水区，低潮时右舷即露出水面。日本方面进行调查后着手进行打捞工作，并进行修复，更名为“宗谷”。而高丽人号，日本方面认为没有修复价值，于是在拆下1门203毫米炮，以及一批152毫米、107毫米和37毫米炮后，将残骸出售解体。1904年8月6日松花江号打捞出水，经修复，更名为“松江丸”，投入服役。
俄军官兵的勇气普遍得到了赞同，连他们的对手日本人也不例外。但也有作者批评鲁德涅夫指挥失当，包括没有趁夜色强行突破；在试图突围时，带上了行动缓慢的高丽人号，而没能发挥自身的航速优势；没有引爆瓦良格号，仅仅是让其自沉，使得日本人可以捞起来继续利用；俄舰半路退回到港内；以及俄舰糟糕的炮术，居然没能命中日舰，等等。

## 意义

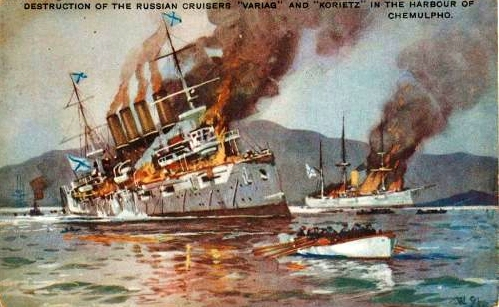
描绘仁川海战的明信片

仁川海战虽然作为日俄战争的揭幕战之一，但实际上仅仅是一场毫无悬念的战斗，日军以压倒性的兵力轻松击败了俄军。从历史的角度来看，本次海战仅仅是一次普通的战斗，并没有跟什么重要事件扯上关系；从军事的角度上讲，俄国海军也仅仅损失了一艘防护巡洋舰和一艘过时的老旧炮舰，对俄国太平洋舰队的实力几乎没有影响。
但本次海战依然有其意义所在。一方面，对于日本来说，日本海军在仁川轻松取胜，使得日本方面能顺利完成初步的兵力展开，在即将到来的地面作战中抢得先机。更重要的是，与仁川海战几乎同一时间展开的旅顺口海战，日军投入了联合舰队绝大部分兵力，依然没能将太平洋舰队旅顺分舰队一举歼灭，从而被迫长期将主力留在旅顺港外进行封锁。虽然旅顺分舰队不能突围，但联合舰队主力也被同步捆绑在港外无法离开，一时间局势陷入胶着状态。此时的日本海军迫切需要一场胜利来提振士气，哪怕这仅仅是一场微不足道的“大胜”。
另一方面，俄军在战争初期受到日军的突然袭击，陷入相当被动的境地，因此也需要一场英勇的战斗来振奋人心，故而俄国政府对此展开了广泛的宣传。俄舰官兵实际上打了败仗，对国内的宣传非常惊讶（比如根据瓦良格号航海长的回忆录，他原本以为大家都要上军事法庭）。在圣彼得堡、塞瓦斯托波尔和敖德萨，都举行了盛大的纪念仪式，尼古拉二世本人也参加了在圣彼得堡举行的活动。所有的水兵全部按军官礼仪着装，而舰上的民事乘员（如医生等）都获颁四等圣乔治勋章或者其他的勋章，下级军官则获得四等军章；而且高丽人号的军官们除了四等勋章，还能再拿一块三等带剑勋章。如此大规模的授勋在俄国舰队历史上前所未闻。甚至到了1954年的苏联时代，依然在生的参战官兵还能再次获得勇气勋章。
关于战争责任问题，高丽人号在面对着日舰的压迫时首先开炮，由此打响了本次战争第一炮。日本方面据此强调是俄军首先开火，挑起了战争。俄国方面承认此事，但认为这只是一场意外，而且并没有击中任何目标；此后高丽人号没有再次攻击，而是匆匆返回港内。同一时间，俄国在远东的主力太平洋舰队甚至还在举行宴会，并没有主动开战的意思。而在另一边，日本早已经在御前会议作出了战争的决定，并在8日-9日夜间由日舰对旅顺分舰队实施了计划中的鱼雷攻击。